# Heinrich Stamme
Carl Heinrich Wilhelm Stamme (* 23. Juni 1846 in Ricklingen; † 16. Juni 1905 in Hannover) war ein deutscher Fabrikant, Kunstsammler und Mäzen.

## Leben
Heinrich Stamme kam als Sohn eines Vollmeiers zur Welt. Er erbte die von seinem Großvater in Ricklingen aufgebaute Ziegelei. Die Produktion verlief profitabel, insbesondere durch den Bauboom in und um Hannover und Linden um die Jahrhundertwende.

### Langensalzastraße 1/1A
1889 ließ sich der Ziegeleibesitzer Stamme durch den Architekten Christoph Hehl ein eigenes Wohnhaus unter der Adresse Langensalzastraße 1/1A im Stil der Neorenaissance errichten. In dem heute denkmalgeschützten Haus im Stadtteil Südstadt haben sich Teile der Innenausstattung erhalten, insbesondere das Wohnzimmer von Heinrich Stamme.

### Kunstsammlung und Legat

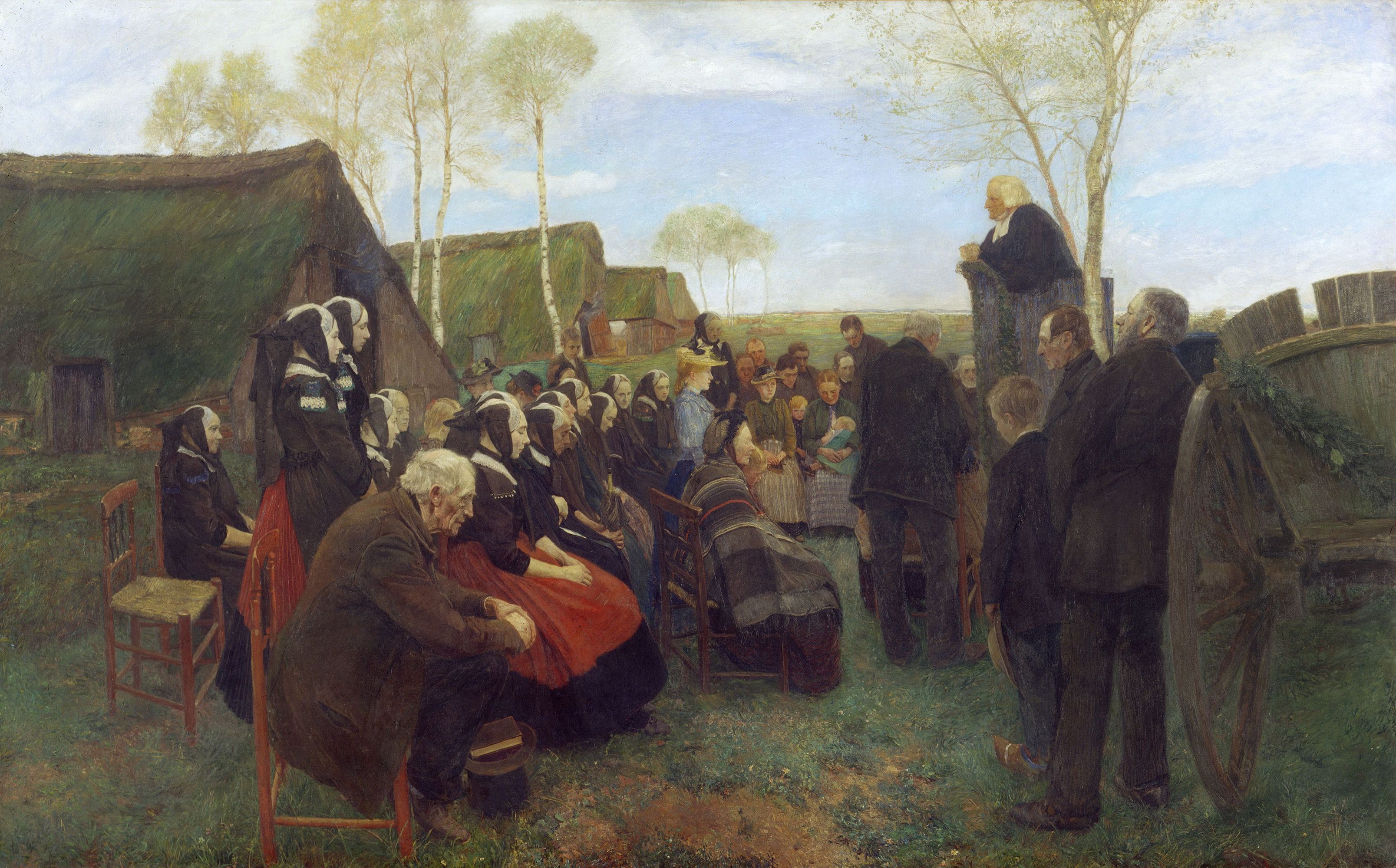
Großbild „Gottesdienst im Moor“, 1884–1895 von Fritz Mackensen gemalt,
Provenienz: Fritz Stamme; heute: Historisches Museum Hannover

Heinrich Stamme hinterließ der Stadt Hannover testamentarisch 1905 seine Privatsammlung von Kunst und Möbeln, die „erheblich“ zur Vermehrung der Sammlung der damaligen „städtischen Galerie“ beitrug, die von Heinrich Tramm aufgebaut worden und im (heutigen) Museum August Kestner untergebracht war.
Darüber hinaus vermachte Stamme der Stadt ein Legat von 125.000 Reichsmark zum Bau eines Brunnens auf dem Schünemannplatz. Nach anderen Quellen sollte nach einem Entwurf von Hermann Eggert, dem Erbauer des Neuen Rathauses, ein Monumentalbrunnen auf dem Trammplatz errichtet werden.

### Heinrich-Stamme-Straße
Nach dem Tode Stammes 1905 ehrte die 1906 angelegte Heinrich-Stamme-Straße im Stadtteil Südstadt den Ziegeleibesitzer mit ihrer Namensgebung.

### Michaeliskapelle
Die heute denkmalgeschützte Kapelle auf dem Michaelisfriedhof in Ricklingen wurden von den Ricklinger Bürgern Stamme und Knust gestiftet, jedoch erst 1908 durch den Architekten Hermann Schaedtler errichtet. Ein separater Eingang von außen führt in die Gruft der Stifterfamilien unterhalb des Kapellenhauses. Nach der Hochwasser-Katastrophe von 1946 sollen die Särge von Heinrich Stamme und Wilhelm Stamme, die der Ehefrauen sowie des Baumeisters Theodor Knust „wenige Meter von der Gruft entfernt in der Erde“ beigesetzt worden sein.